# Atlaszi csuszka
Az atlaszi csuszka (Sitta ledanti) a verébalakúak (Passeriformes) rendjébe, ezen belül a csuszkafélék (Sittidae) családjába tartozó faj.
A magyar név az élőhelyére, az Atlasz-hegységre utal.

## Előfordulása
Algéria északi részén, a Földközi-tenger partvidékén, kis területen honos. A természetes élőhelye mérsékelt övi erdők.

## Megjelenése
Testhossza 12,5 centiméter, testtömege 17,3 gramm. A hím fekete sapkát visel, a tojó nem.